# نسا
نِسا (مهردادگرد، مهردادکرت) از شهرهای باستانی ایران در خراسان بود. این شهر که یکی از شهرهای مهم اشکانیان بوده و در واقع  یکی پایگاه خاندان پارت محسوب می‌شود، در فاصله بین شهر عشق‌آباد پایتخت ترکمنستان و شهرستان درگز در استان خراسان قرار دارد. 
در متون تاریخی پس از اسلام نیز، پیوسته از نسا به عنوان یکی از شهرهای مهم خراسان یاد شده‌است. امروزه این شهر در محدوده کشور ترکمنستان قرار گرفته‌است.

## تاریخچه
در زمان پارتیان (اشکانیان) که از اواخر قرن سوم پیش از میلاد تا اوائل قرن سوم میلادی، یعنی نزدیک به پانصد سال بر قلمرو آن زمان ایران حکومت کردند، شهر نسا از مهم‌ترین شهرهای ایران به‌شمار می‌رفت و به نظر برخی مورخان، ارگ نسا، نخستین جایی بوده‌است که اشک اول، بنیانگذار سلسله اشکانی، به عنوان مرکز فرمانروایی خود برگزید. اگرچه نسا پایتخت اشکانیان نبود اما پایگاه این خاندان به‌شمار می‌رفت و برخی شاهان اشکانی در این شهر دفن شدند.
نسا در پارسی باستان به معنی آباد و آبادی بوده و هم‌اکنون روستاهایی با نام نسا در استان‌های البرز، فارس، کرمان و خراسان وجود دارد. نام نسا در زمان فرمانروایی مهرداد اول اشکانی (۱۷۱ تا ۱۳۸ پیش از میلاد) به مهرداد کرت (دژ مهرداد) (در حال حاضر منطقه ای در دره بردر (روستای بردر) بنام کرت در ۱۵ کیلومتری شهر نسا وجود دارد) تغییر یافت؛ اما امروزه باستانشناسان و مورخان آن را همچنان با نام نسا می‌شناسند.
آن گونه که در گزارش‌های تاریخی آمده، نِسا چند سال پیش از میلاد مسیح بر اثر زمین لرزه سهمگینی ویران شد اما دوباره بازسازی شد و به حیات خود ادامه داد.

در شاهنامه فردوسی دست کم در دو جا به نام به این شهر اشاره شده‌است:
در داستان لشکرکشی بهرام برای نبرد با خاقان
| ز گرگان بیامد به شهر نسا |  | یکی رهنمون پیش پر کیمیا |
در داستان جنگ انوشیروان ساسانی با رومیان
| بدر بر یکی مرد بد از نسا |  | پرستنده و کاردار بسا |

پس از آنکه ساسانیان به فرمانروایی اشکانیان پایان دادند، در راستای محو آثار اشکانی، نسا اهمیت خود را از دست داد و رو به زوال نهاد، البته پیروز، پادشاه ساسانی در دوره خود، به این شهر توجه دوباره کرد.
نسا تا پیش از حمله مغول مسکون و آباد بود و در حدود العالم، معجم البلدان، تاریخ بیهقی و بسیاری منابع دیگر از آن یاد شد.

## نسای معاصر
از زمان صفویه که در نتیجه جنگ میان صفویان و امرای خیوه، ترکمنان به صورت گسترده از نواحی شمالی تر آسیای میانه به مناطقی که اکنون در جنوب ترکمنستان و شمال شرق ایران قرار دارند کوچیدند، نسا جای خود را به شهر باقر داد که از مراکز خانهای ترکمن بود.
با اشغال آسیای میانه به دست روسها و در قرارداد تعیین سرحد ایران و روسیه که در سال ۱۸۸۵ میان دو کشور منعقد شد (پیمان آخال)، نِسا جزو خاک روسیه قرار گرفت، هرچند فاصله چندانی از مرز ایران ندارد.
هم‌اکنون از نسا تنها بقایای ارگ کهن اشکانی آن مانده که در نوع خود از آثار باستانی منحصربه‌فرد جهانی به‌شمار می‌رود و مورد بازدید عمومی قرار دارد، از خان‌نشین باقر در نزدیکی آن هم روستایی به همین نام باقی است.
در کاوش‌های باستانی ارگ نسا، دخمه‌ها و پرستشگاه‌های مربوط به آیین مهرپرستی که پیش از همه‌گیر شدن کیش زرتشت در ایران رواج داشته به دست آمده‌است.
برخی از آثار باستانی کشف شده در این ارگ، نشانه‌های هنر باستانی یونانی را دارند که به دوران سلطه جانشینان اسکندر مقدونی به ایران بازمی‌گردند و اشکانیان فرمانروایی شان را برچیدند.

## نگارخانه

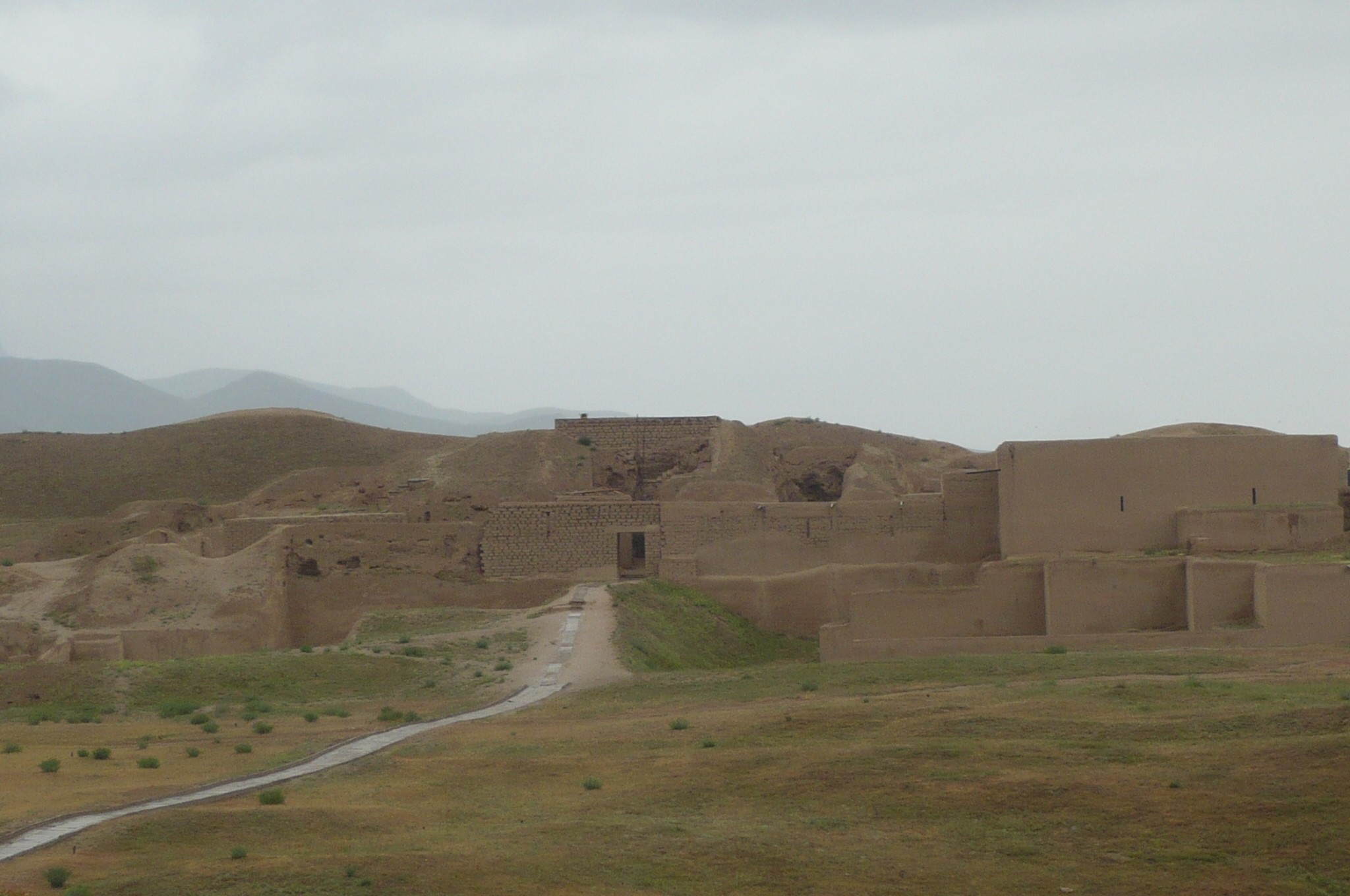
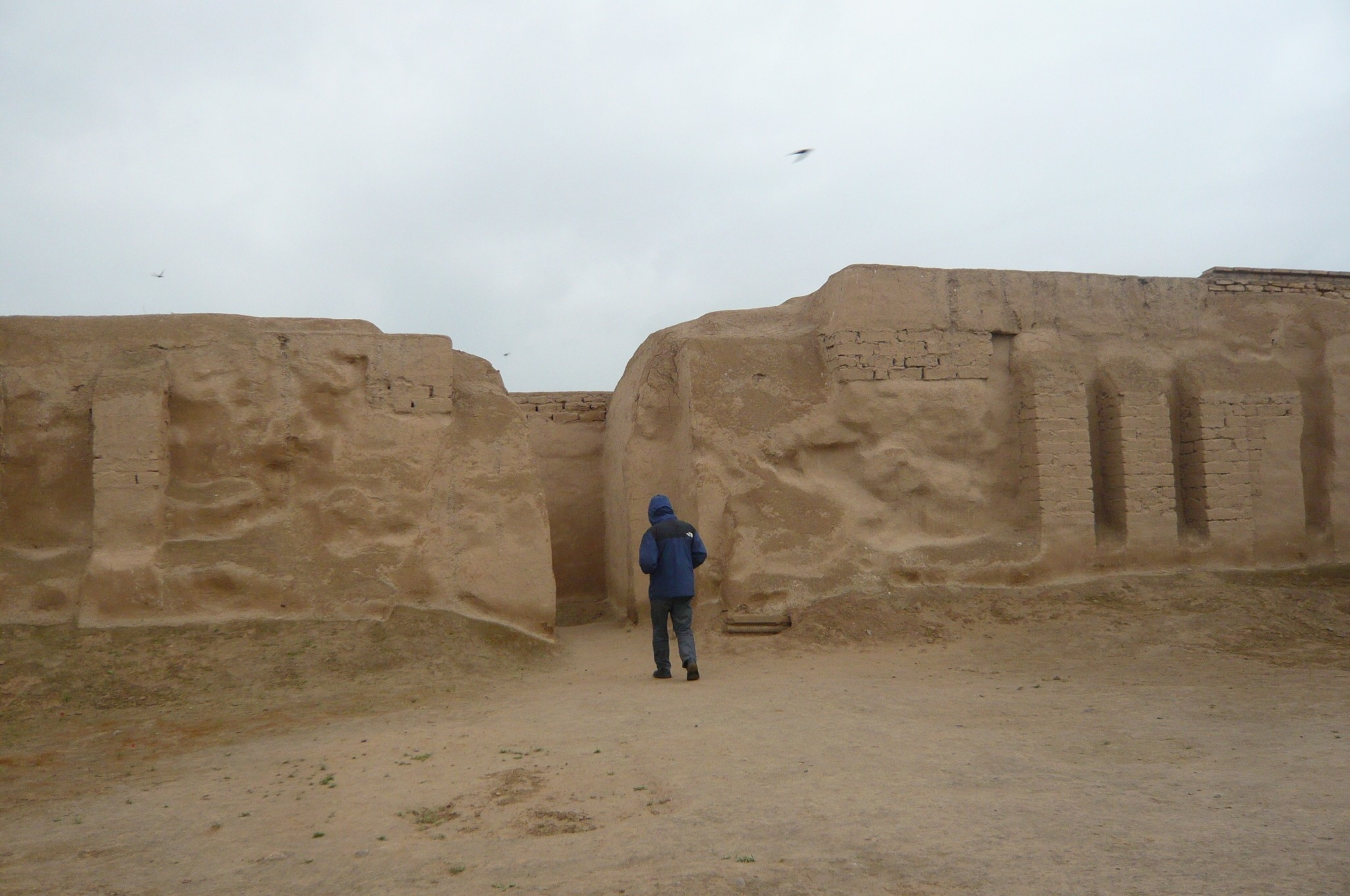
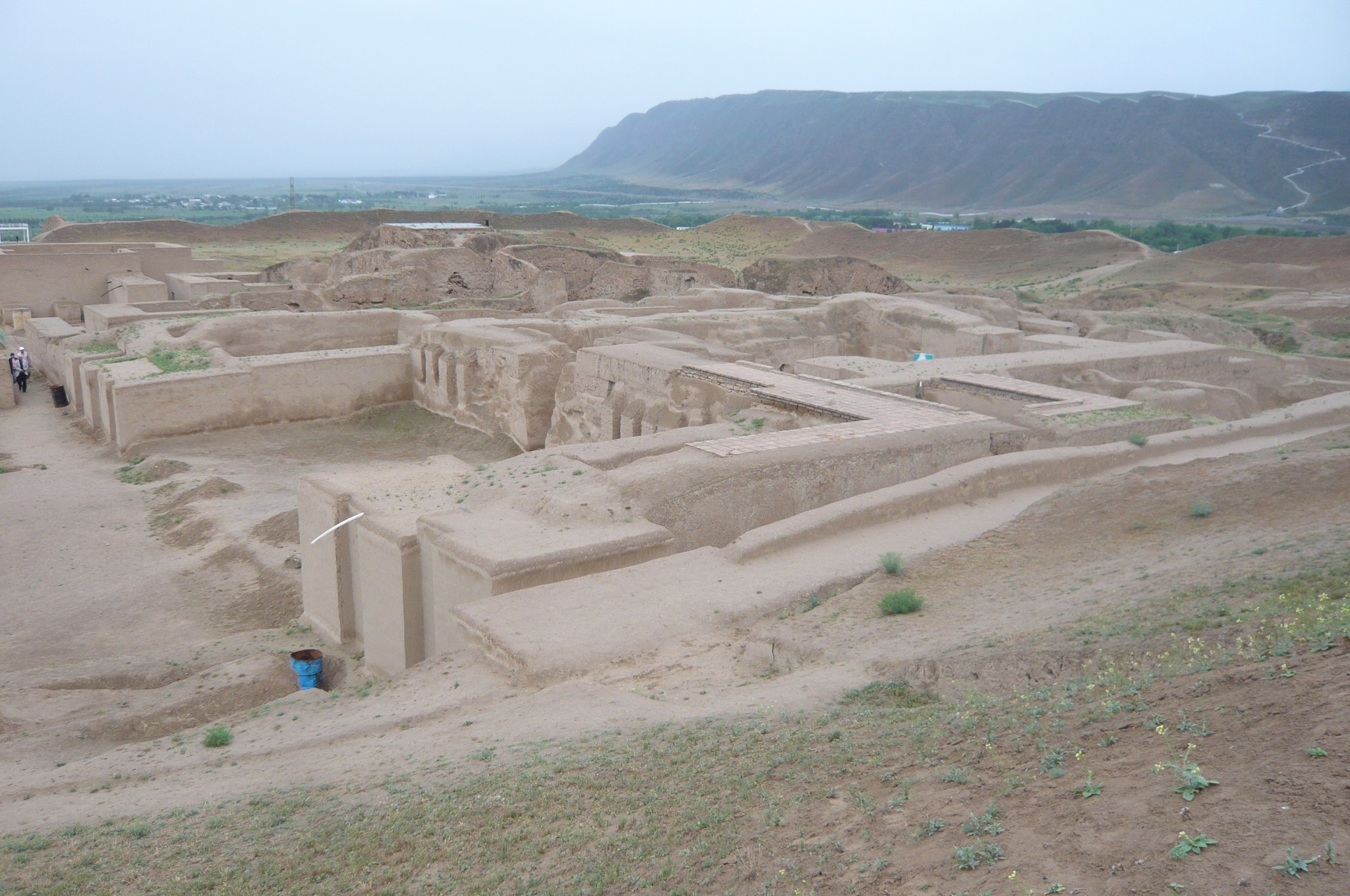
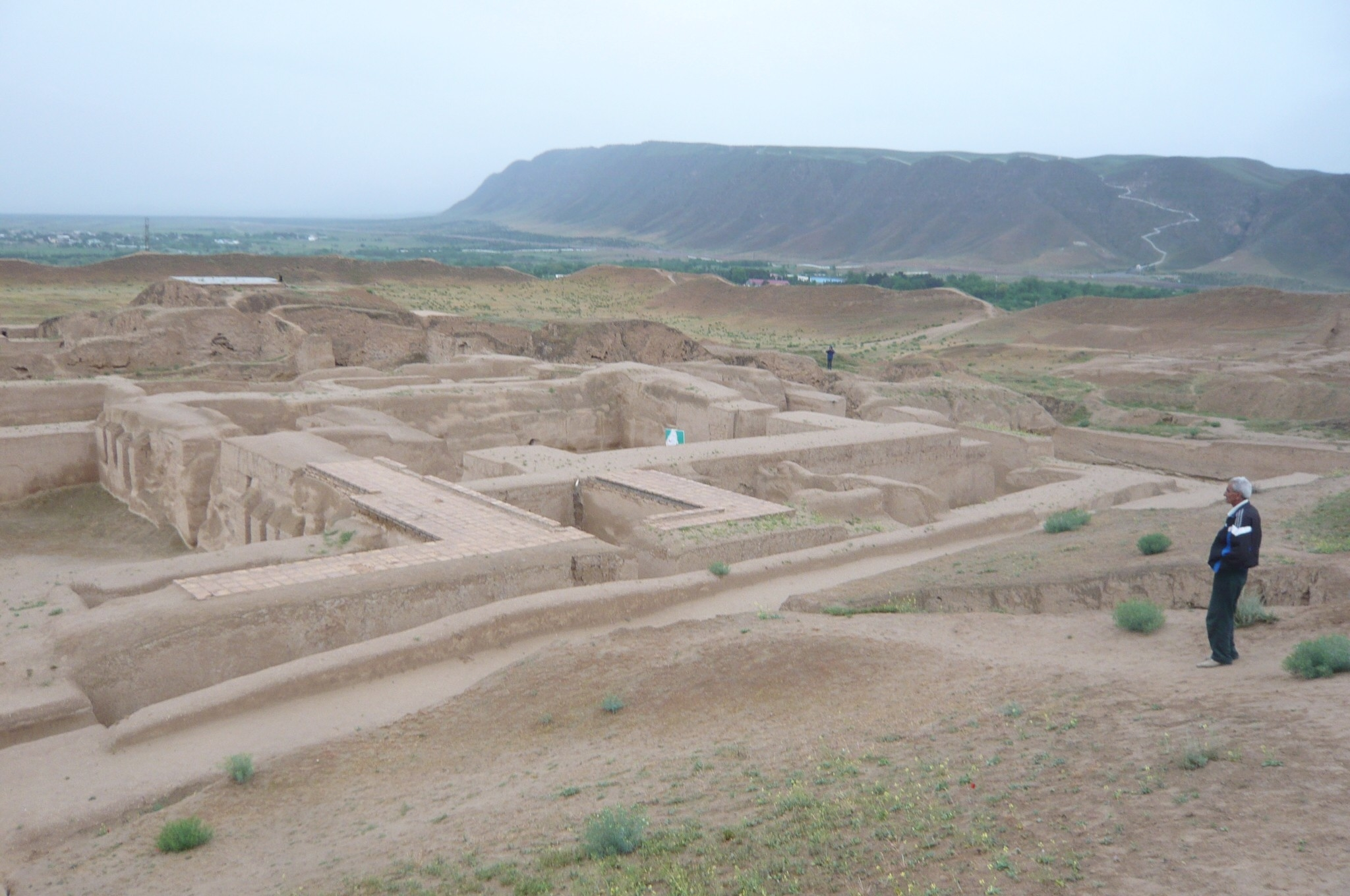
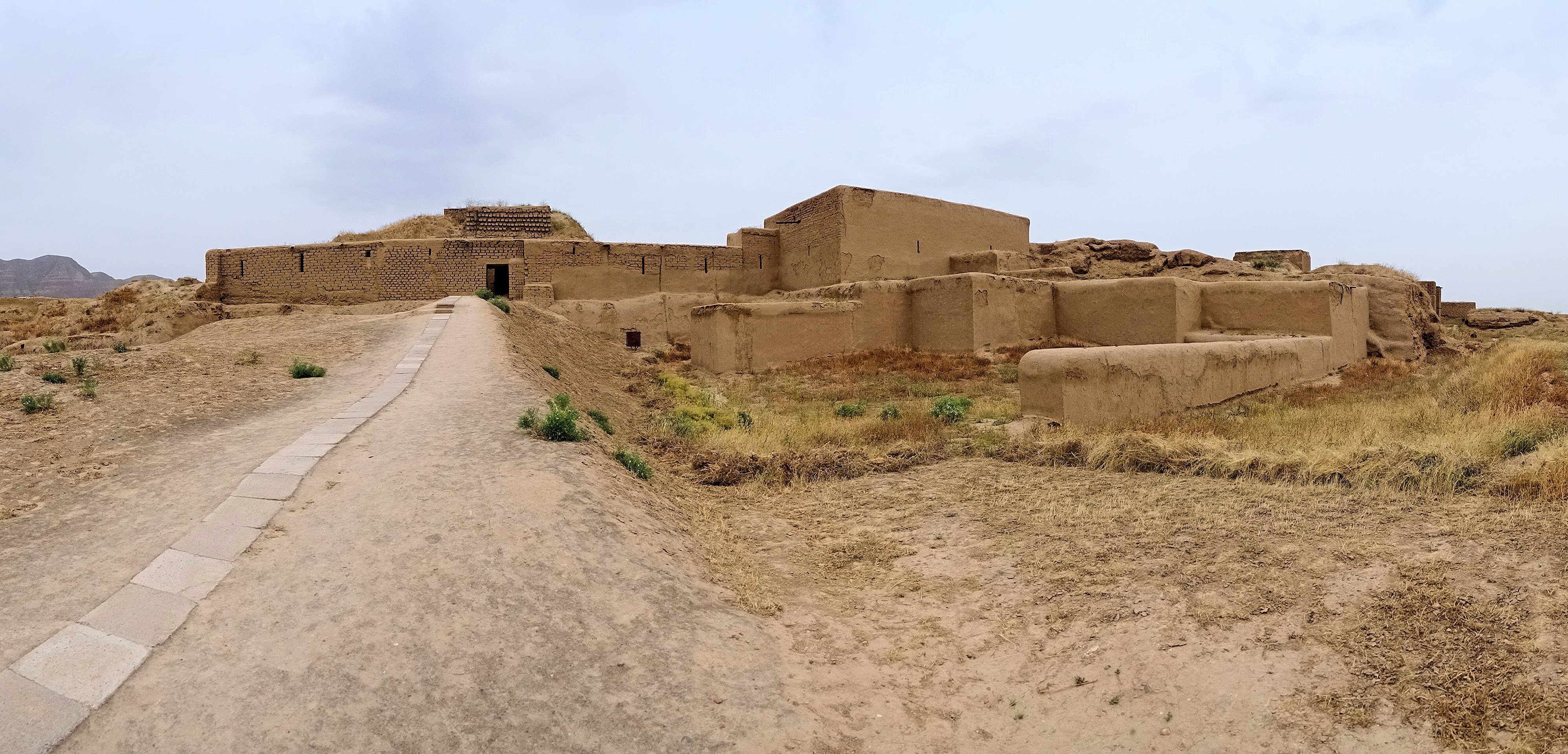